# St. Marys (Georgia)
St. Marys is een plaats (city) in de Amerikaanse staat Georgia, en valt bestuurlijk gezien onder Camden County.

## Demografie
Bij de volkstelling in 2000 werd het aantal inwoners vastgesteld op 13.761.

## Geografie
Volgens het United States Census Bureau beslaat de plaats een oppervlakte van
52,6 km², waarvan 48,6 km² land en 4,0 km² water.  De plaats ligt aan de oevers van de St. Marys River die daar de grens vormt met de staat Florida.

## Plaatsen in de nabije omgeving
De onderstaande figuur toont nabijgelegen plaatsen in een straal van 36 km rond St. Marys.